# Togöl (Vena socken, Småland, 637551-151066)
Togöl är en sjö i Hultsfreds kommun i Småland och ingår i Viråns huvudavrinningsområde.